# 余国佩
余国佩，字振行，徽州婺源县人，清朝医学家。中年弃儒习医，名噪于时。著有《燥湿论》、《医理》。创万病之源，提出“燥湿为本”说。

## 生平
余国佩，清代徽州婺源县沱川人，国学生。为人温恭沈静，中年弃儒习医，悟《参同契》而得医家三昧，名噪于时。自制余氏普济丸、辟痧丹、仓公散。咸丰元年（1851年）著《医理》，倡六气独重燥湿论。

## 主要作品
著有《痘疹辨证》二卷、《燥湿论》一卷、《医案类编》四卷、《吴余合参》四卷、《金石医原》四卷、《医理》一卷。《医理》为余国佩于咸丰元年（1851年）著，现存有蒋希原于宣统二年（1910年）的精抄本，藏于安徽中医学院，是国内尚未刊印之珍本。

### 《医理》内容简介
《医理》全书共1卷，21小节，分别为：六气独重燥湿论、湿气论、治湿法、燥气论（附治法）、风无定体论、暑病论、寒与燥同治论、五行异体同源论、内伤大要论、察脉神气论、外科燥湿分治论、医心论、元会大运论、医法顺时论、药性随运变更论、地天泰论、医主意论、望闻问切论、行气活血求本论、调经宝生论、石膏论附。其自序称：“医书著述，代不乏人，皆取已效成方，依傍古法，详加注释，遂致医书汗牛充栋，使后学者莫得其指归。"批评了一些医家编写医书时只是收集资料，以注释前人文献为主，个人见解少，往往“寻流忘源，门类越多，歧途越甚，以至后学唯于趋向。”《医理》力避繁冗，全书字数不过22500余字，却涉及病因病机、望闻问切、治疗大法、药物性味、专科疾病等，基本概括了理法方药的全部内容，并结合临床实践，予以精辟论证，使后人读此书能“明其理而后能知治病之法，并可悟却病之方”。

### 《医理》内容评价
《医理》最显著的特点是首创以燥湿为纲，统领病因、诊断、治法、方药。提出需随时了解大运之变更、六气之纲领和致病因素，以此改变成方的配伍，发明前人所未备，应付疾病无穷之变化。医法立论易简而理赅，内伤从性命源头立论，外感独重燥湿为纲，察脉诊断须去繁从约等，所提多为发古人所未及。

## 外界评价
倡六气独重燥湿论，认为虽有六气之名，不外燥湿之气所化。一般认为燥湿论出自石寿棠《医原》，但石氏《医原》成书于咸丰十一年，即公元1861年，比余国佩《医理》晚10年。至于石氏有否受余氏影响，抑或所见略同，殊途同归，有待进一步考证。
现代医学对致病因素的认识，已逐渐由早期的生物医学模式转变为生物-社会-心理医学模式。随着社会的发展，经济的繁荣，竞争的激烈，人们承受的精神压力越来越大，如不能合理调适，可造成脏腑气血失调致病。余氏认为内伤之病，虽有种种名目，但以精、气、神三字即可括之。如“仍觉多事，以心字尽之可矣。”“内伤之因，但认心字为要。”这种以“心字为要”的观点具有浓郁的道家色彩，与现今精神情志致病亦相吻合。从当今的临床实践看，内伤之病，心字为要的防病治病观，具有一定的指导作用。